# Бьенхоа

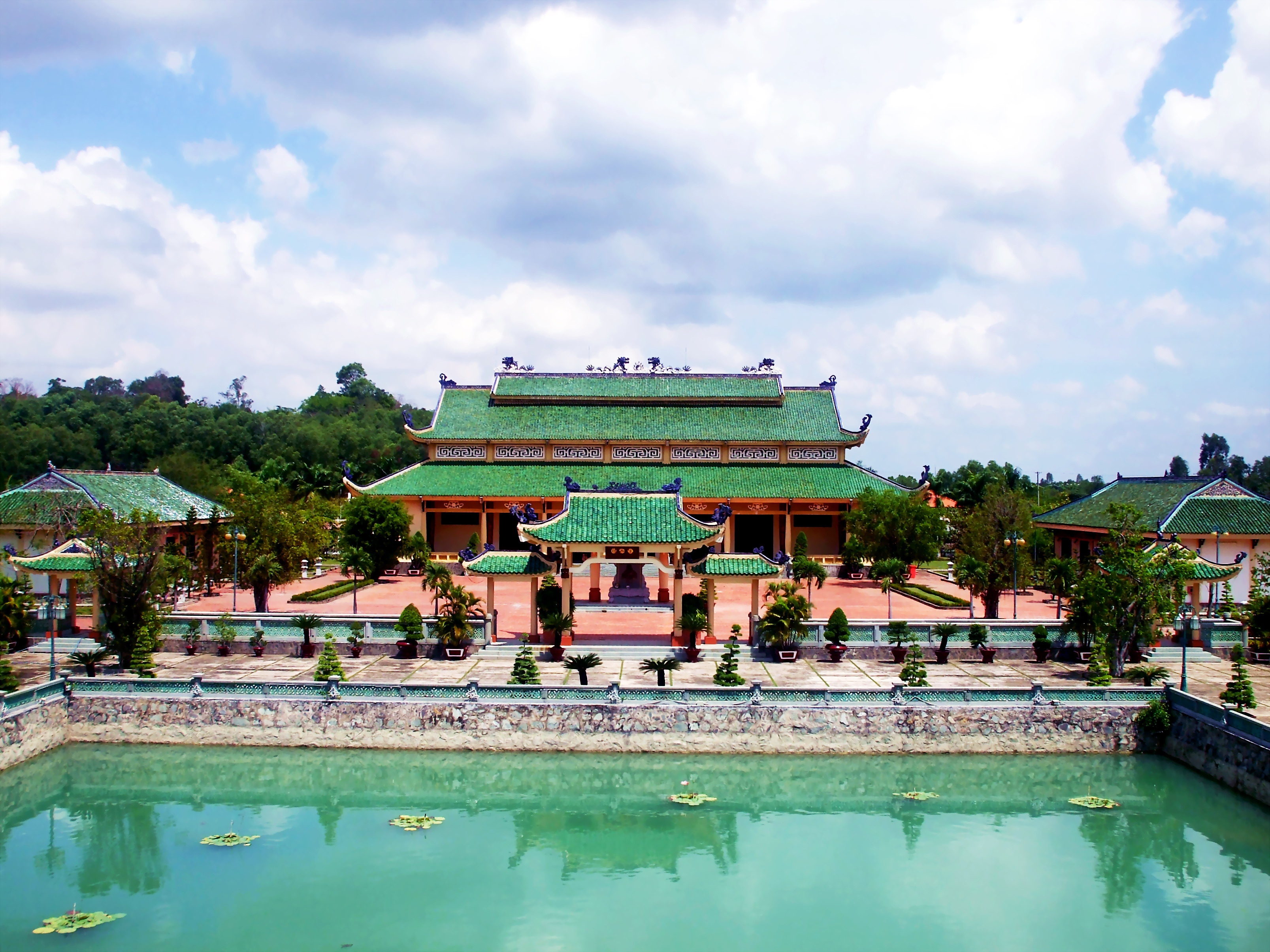
Храм в Бьенхоа

Бьенхоа́ (вьет. Biên Hòa) — город на юге Вьетнама, столица провинции Донгнай.

## Положение и климат
Бьенхоа находится всего в 30 км от Хошимина и в 1697 км от Ханоя. Северо-западная часть города стоит на реке Донгнай (вьет. Sg. Đồng Nai). Средняя температура в городе составляет 26 градусов, годовые колебания невелики.

## Население
Ныне Бьенхоа — крупный индустриальный центр страны, важнейший город-спутник Хошимина. Население Бьенхоа составляет около 1,104 млн человек  (оценка 2015 года). Он третий по плотности город во Вьетнаме (после Хошимина и Ханоя). 70% экономики города составляет промышленность. Город имеет большой потенциал развития промышленности и туризма.

## Административное деление
Город делится на:
- 23 городских квартала (phường): Анбинь, Быухоа, Биньда, Быулонг, Хоабинь, Хонай, Лонгбинь, Лонгбиньтан, Куеттанг, Куангвинь, Тханьбинь, Тамхьеп, Тамхоа, Танбьен, Тхонгнят, Танхьеп, Танхоа, Танмай, Танфонг, Тантьен, Танван, Чангзай, Чунгзунг.
- и 7 общин: Хоаан, Хьепхоа, Танхань, Анхоа, Лонгхынг Фыоктан, Тамфыок.

## Транспорт
Ближайший аэропорт — международный аэропорт Таншоннят — находится в 20 км от города. Железнодорожная станция Бьенхоа. Национальное шоссе № 1. Туристы, как правило, не останавливаются в этом городе.
В 1962 году правительство США выделило финансирование на восстановление и модернизацию существующих, а также строительство новых объектов военной инфраструктуры в Южном Вьетнаме. Главным подрядчиком стала объединённая строительная организация РМК (созданная двумя американскими строительными компаниями "Реймонд интернейшнл оф Нью-Йорк" и "Моррисон-Нудсен оф Бойс" из штата Айдахо). В 1963 году РМК построила на аэродроме Бьен-Хоа бетонную взлётно-посадочную полосу длиной свыше 3000 метров, а затем начала строительство других объектов (групповых стоянок самолётов, ангаров и др.). Во время Вьетнамской войны в городе находилась крупнейшая авиабаза ВВС США.

## Города-побратимы
- Фули, Вьетнам
- Кёнсан-Намдо, Республика Корея
- Тямпасак, Лаос